# Föreningen svenska tonsättare
Föreningen Svenska Tonsättare (FST), (The Society of Swedish Composers) är en förening som har till uppgift att tillvarata svenska tonsättares intressen. Den bildades 1918 och har i dag cirka 370 medlemmar, varav 347 är tonsättare. 1994 hade föreningen cirka 170 aktiva medlemmar. Medlem kan den bli som verkar inom det konstmusikaliska området samt har etablerat sig något inom det officiella musiklivet.

## Historik
Till grundarna hörde bland andra Kurt Atterberg, Hugo Alfvén, Wilhelm Peterson-Berger, Ture Rangström, Wilhelm Stenhammar, Helena Munktell och föreningens förste ordförande Natanael Berg. Det var FST som 1923 grundade STIM, för att förvalta och försvara svenska upphovsmäns rättigheter inom musikområdet. FST är huvudman för STIM tillsammans med SKAP och Musikförläggarna.

## Verksamhet
FST har sitt säte och kansli i Stockholm. Verksamheten är varierad och omfattar allt från personlig rådgivning i ekonomiska och juridiska frågor till lobbyverksamhet gentemot myndigheter och regering. Medlemmarna är spridda över hela Sverige med en majoritet i Stockholmsområdet. Ett antal medlemmar bor utomlands. Ordförande är sedan 2017 Martin Jonsson Tibblin.
Föreningen har alltsedan den grundades haft omfattande kontakter med utländska tonsättarorganisationer och har arbetat aktivt för att förstärka det internationella samarbetet både på det konstnärliga och upphovsrättsliga planet. FST är representerat i ECSA (European Composers & Songwriter Alliance), ECF (European Composers Forum) och FFACE (Federation of Film & Audiovisual Composers of Europe). Det nordiska samarbetet inom ramen för Nordiska komponistrådet är synnerligen aktivt. FST är också representerat i styrelser för institutioner, stiftelser och förvaltningsgrupper inom musikområdet, och samarbetar flitigt med andra konstnärsorganisationer, bland annat genom KLYS (Konstnärliga och litterära yrkesutövares samarbetsnämnd) samt är remissinstans på det musikpolitiska området.

## Källhänvisningar
1. 1 2   Föreningen Svenska Tonsättare i Nationalencyklopedins nätupplaga. Läst 14 mars 2015.